# Zamarada crystallophana
Zamarada crystallophana là một loài bướm đêm trong họ Geometridae.